# 原爆焼
原爆焼（げんばくやき）は、原爆が投下された広島県広島市の爆心地の土で作られた陶器である。

## 歴史
1950年（昭和25年）ごろ、福山市神辺町で活動していた「広島原爆記念会」が被害を後世へ伝えるために作ったとされ、当時の趣意書や1950年7月13日付『中国新聞』には、被爆の回顧と戦争への反省を促すために、5年間で96万個を全国に頒布し、売り上げの一部を戦災復興や戦災孤児の支援にあてるとしている。ただし、実際に作られた点数はそれより少なかったと見られる。
長らく忘れられていたが、2016年（平成28年）6月に福山市の民家で発見され、その存在が明らかとなった。7月の時点で、広島県と岡山県で7点が見つかり、その後も永井隆に寄贈された3点や骨董品店での発見を経て、2019年時点で広島平和記念資料館が5点所有するほか、広島県立歴史博物館や個人所有を含めて、十数点の現存が確認されている。

## 特徴
直径8cmの茶碗や高さ6cmと8cmの湯呑がある。釉薬の色は、白色や抹茶色や黒色、がある。
陶器の外側には、広島で活躍した歌人で長男を原爆投下で失い、中国新聞の速記部長を務めた山本康夫の短歌が書かれているほか、縦書きまたは横書きで「廣島原爆中心地の土 原爆焼 落彈昭和廿年八月六日 午前八時十五分」の陰刻がある。「きび」の陰刻がある茶碗は、岡山県笠岡市の吉備窯で製作されたことが明らかになっている。
「廣島 原爆焼」と書かれた木箱が現存するものもある。
購入者の死後に発見されたり、寄贈される例が多く、販売や購入の経緯は不明になっている。

## 類似品
2017年（平成29年）、広島大学原爆瓦発送之会が「平成の原爆焼」と名付けた花器の製作を企画した。広島市西条町の粘土300gに、国土交通省の許可を得て、爆心地そばの元安川の砂利または多数の被爆者が搬送されて遺体が埋葬された似島の砂利約10gを混ぜる。また、原爆ドームで最も多く使われたレンガ材の製造元である讃岐煉瓦の刻印や、製造番号、製造年月日を施す。製作は、被爆者が入所する老人ホームの陶器クラブが協力し、7月までに30個が作られ、広島大学医学資料館で展示されるほか、平和学習で学校への貸し出しも行われる。年間で50～100個の製造を予定しており、2018年（平成30年）までに3回製作された。
原爆焼に類似する陶器として、1948年（昭和23年）に爆心地近くの土を混ぜて作られた原子焼がある。当時の広島市長である浜井信三が外国人に寄贈し、1点を広島平和記念資料館が所蔵している。
広島平和記念資料館によると、原爆焼が作られた当時は、爆心地付近の土で作られた陶器は土産物として一般的で、「数多く販売された」としている。